# Замок Баллагмор

Герб вождів клану Мак Гіолла Фадрайг.

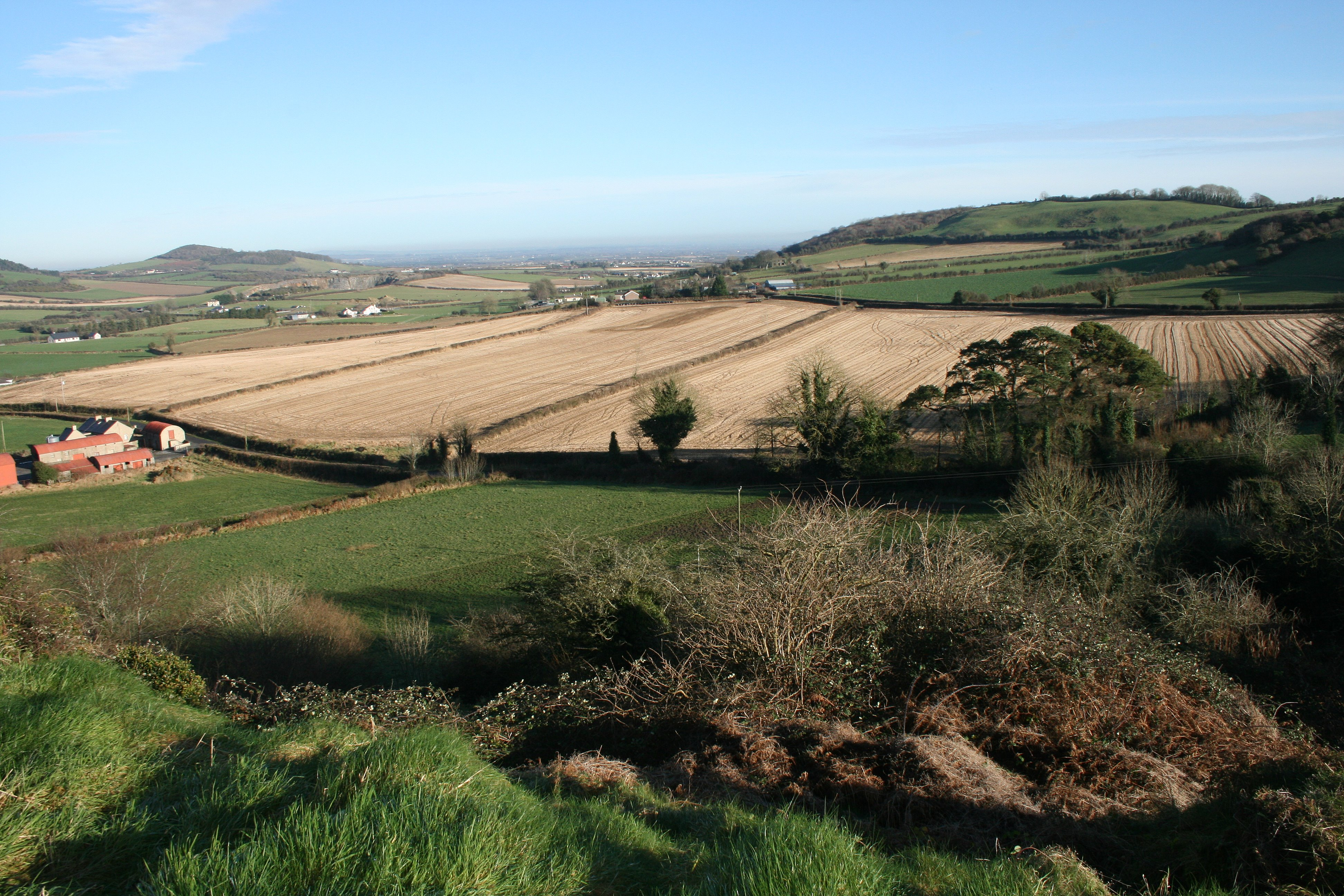
Землі біля замку Баллагмор.

Замок Баллагмор (англ. Ballaghmore Castle, Bellaghmore Castle, ірл. Caisleán an Bealach Mór) — замок Белах Мор — один із замків Ірландії, розташований в графстві Ліїш, біля одноіменного селища, в баронстві Стредбаллі.

## Історія замку Баллагмор
Замок Баллагмор рорзташований в живописній місцевості, біля гір, перспективний для туризму. Замок отримав свою назву від назви старовинної дороги, що вела в королівство Манстер. Замок був побудований в 1480 році вождем ірландського клану Мак Гіолла Фадрайг. Назва клану перекладається як «Сини слуги Святого Патріка». Іноді цей клан називають Фіцпатрік на норманський лад. У 1640 році спалахнуло повстання за незалежність Ірландії і замок Баллагмор став ареною боїв. Замок був зруйнований військами Олівера Кромвеля у 1647 році під час військової компанії англійської армії в графствах Леїш та Оффалі.
Містер Елі відновив замок у 1836 році і під час реставрації знайшов скарб золота. Містер Елі був убитий розгніваними місцевими фермерами і ніколи не жив у цьому замку. Замок використовували як склад, потім замок був закинутий і перетворився на руїну. Нинішній власник купив його в 1990 році. З усіх замків Верхнього Оссорі це єдиний замок, яке все ще є населеним.
Дуже цікавою особливістю Замку Баллагмор є скульптура «Шела на Гіг», що вирізана в кутовому камені зовнішньої передньої стінки. Шела-на-Гіг — це зображення потворної жінки з піхвою гіперболізованих розмірів. Акцент скульптури зроблений на жіночих статевих органах в поєднанні з потойбічним виглядом пов'язаний з циклом народження та смерті. Шела-на-Гіг вважається божеством кельтської фертильності. Вчені вважають, що такі фігури зображали на замках для захисту від злих потойбічних сил. Фігури «Шела на гіг» були поширені в Ірландії та Британії, але лише деякі з них пережили вікторіанське дев'ятнадцяте століття — пуританське і святенницьке.
На землях біля замку Баллагмор жили люди з кланів Кех, О'Грейді, Гілмартін, Рігні, Фелан, Делані, Махер.